# Selonnet
Selonnet – miejscowość i gmina we Francji, w regionie Prowansja-Alpy-Lazurowe Wybrzeże, w departamencie Alpy Górnej Prowansji.

## Demografia
Według danych na rok 1990 gminę zamieszkiwało 331 osób, a gęstość zaludnienia wynosiła 11 osób/km². W styczniu 2015 r. Selonnet zamieszkiwały 452 osoby, przy gęstości zaludnienia wynoszącej 15 osób/km².